# Tomokazu Hirama
Tomokazu Hirama (jap. 平間 智和, Hirama Tomokazu; * 30. Juni 1977 in der Präfektur Miyagi) ist ein ehemaliger japanischer Fußballspieler.

## Karriere
Hirama erlernte das Fußballspielen in der Schulmannschaft der Tohoku High School. Seinen ersten Vertrag unterschrieb er 1996 bei den Yokohama Marinos (heute: Yokohama F. Marinos). Der Verein spielte in der höchsten Liga des Landes, der J1 League. 1999 wurde er an den Zweitligisten Montedio Yamagata ausgeliehen. Für den Verein absolvierte er 35 Spiele. 2000 wurde er an den Zweitligisten Vegalta Sendai ausgeliehen. Für den Verein absolvierte er 35 Spiele. 2001 kehrte er zu den Yokohama F. Marinos zurück. 2001 gewann er mit dem Verein den J.League Cup. Für den Verein absolvierte er 47 Erstligaspiele. 2002 wechselte er zum Ligakonkurrenten Consadole Sapporo. Am Ende der Saison 2002 stieg der Verein in die J2 League ab. Für den Verein absolvierte er 23 Spiele. 2004 wechselte er zum Erstligisten Albirex Niigata. Danach spielte er bei FC Horikoshi (2005) und Sony Sendai FC (2006–2007). Ende 2007 beendete er seine Karriere als Fußballspieler.

## Erfolge
Yokohama F. Marinos
- J.League Cup

Sieger: 2001